# 哈拉德·舒马赫
哈拉德·安东·舒马赫（德語：Harald Anton Schumacher，1954年3月6日—），出生于德國的迪伦，通常被称作托尼·舒马赫（Toni Schumacher）。是20世纪80年代德國著名的门将，也是当时德国國家足球队的一员，在此期间，他帮助德國获得1980年欧洲足球锦标赛冠军，1982年、1986年世界杯亚军。在1982年世界杯的半决赛德國对阵法国的比赛中，他因撞倒帕特里克·巴蒂斯顿而备受争议。
在场上，他是一个优秀的门将，也是最早能单手抛球至对方半场的门将之一。
他的现任妻子是贾斯明·舒马赫，他们育有一女。此外，他还有一个儿子和女儿是与他前任妻子马利斯·舒马赫所生。

## 球會生涯
舒麥加於1962年在家鄉球隊黑白迪倫（Schwarz-Weiß Düren）出道。1972年舒麥加以西德青年國腳身份加盟科隆，協助球隊贏得一屆德甲冠軍（1977/78年）及三次德國足協盃（1977年、1978年及1983年）。1987年由於其自傳涉及沒有證據的德國球員服藥指控，科隆將他解雇。於1987/88年球季短暫效力沙尔克04一季後，舒麥加轉戰土耳其，加盟费内巴切。自土耳其返國後，舒麥加效力拜仁慕尼黑，因一、二號門將相繼受傷，舒麥加取得8次上陣機會。1992年舒麥加正式退役並在拜仁慕尼黑擔任門將教練。其後舒麥加轉投多蒙特，同樣任職門將教練，於1995/96年球隊奪得聯賽冠軍的球季，舒麥加在季未客串一場把守獨木關。

## 国际赛生涯
舒马赫在1979年至1986年這10年间一共为德國国家队出场76次，包括15次世界杯资格赛以及14次世界杯决赛阶段的出场记录。

### 1982年世界杯的争议
哈拉德·舒马赫在1982年世界杯半决赛中与法国替补上场的后卫帕特里克·巴蒂斯顿相撞。双方相向争抢一个长传球时，巴蒂斯顿比舒马赫更先抢到了点，将球踢向了舒马赫的左后方的球门。舒马赫跳起并将他的双手举在空中，仿佛在尝试阻止球的前进，尽管球已经在他的身后。最终他扑向巴蒂斯顿，用臀部撞倒了对方，并且肩部碰到对方的下巴。 被撞后，巴蒂斯顿仰面倒地，不得动弹，他的两颗牙齿被撞断，椎骨也受到了损伤，他当场接受了输氧。事后，普拉蒂尼说他当时以为巴蒂斯顿已经死了，因为他没有脉搏并且脸色苍白。当值主裁，荷兰人查尔斯·科沃尔给予了德國一个门球，因为他认为巴蒂斯顿被撞时球已经出界。在加时赛后，比分为3：3，最后，德國凭借点球大战获得胜利，但德國最終在決賽不敵西歐另一勁旅意大利而無緣冠軍。赛后，BBC评价这个判决为“世界上最差的判决”。
在1986年世界杯德國再次遭遇法国，巴蒂斯顿说他已忘记和原谅那次碰撞。但他说他不敢再靠近舒马赫，他会和舒马赫保持40米以上的距离。舒马赫未就此作出评论。

## 自传
1987年，哈拉德舒马赫出版自传《开场哨响》（Anpfiff），并在多个国家发行，包括法国。内容包括舒马赫对与巴蒂斯顿相撞的看法，书中，他坚持他撞上巴蒂斯顿的行为并没有犯规，他只是想取得那个球而已。
这本书引发了极大的轰动，书中指出了一些德國运动员在1986年世界杯期间的不良行为，其中包括滥用药物，但并未被证明。这导致他被国家队开除，并且离开了他长期效力的科隆。

## 球场以外
- 他的昵称托尼·舒马赫来源于曾在1954年帮助德國获得世界杯冠军的门将托尼·图雷克。
- 他是科隆最多出场记录的保持者。
- 舒马赫在1986年被票选为世界最佳门将。

## 榮譽
國家隊
- 歐洲國家盃冠軍：1980年；
- 世界盃亞軍：1982年、1986年；

科隆
- 德國甲組聯賽冠軍：1977/78年；
- 德國足協盃冠軍：1977年、1978年、1983年；

費倫巴治
- 土耳其超級聯賽冠軍：1988/89年；